# Баб аль-Ахмар
Баб аль-Ахмар (араб. بَاب الْأَحْمَر‎, букв. «Красные ворота») — одни из девяти исторических ворот Старого города Алеппо. Название ворот связано с деревней Аль-Хамр (араб. الحمر‎), поскольку через эти ворота проходил путь к данной деревне, расположенной к востоку от города.

## История
Ворота Баб аль-Ахмар были возведены в восточной части Старого города Алеппо в первой половине XIII века при эмире Аль-Азизе Мухаммаде ибн Гази. В начале XVI века ворота подверглись капитальной реконструкции по распоряжению мамлюкского султана Аль-Ашрафа Кансуха аль-Гаури. Ворота Баб аль-Ахмар были полностью разрушены в 1830-х годах Ибрагимом-пашой во время сирийской кампании против Османской империи между 1831 и 1833 годами. В 1834 году камни ворот были использованы для строительства военных казарм Ибрагима-паши (ныне Музей цитадели Алеппо) в Цитадели Алеппо.

## Современное состояние
В настоящее время от ворот Баб аль-Ахмар не осталось никаких заметных следов. Ближайшим сохранившимся памятником, связанным с этим именем, является Хаммам Баб аль-Ахмар — старинная общественная баня, расположенная рядом с местом бывшего расположения ворот.